# Ceratozetes minutissimus
Ceratozetes minutissimus är en kvalsterart som beskrevs av Rainer Willmann 1951. Ceratozetes minutissimus ingår i släktet Ceratozetes och familjen Ceratozetidae. Inga underarter finns listade i Catalogue of Life.